# Metildicloroarsina
Metildicloroarsina ou MD é um composto organoarsênico formulado em (CH3)AsCl2. É um organoarsênico usado como arma química de ação vesicante. É consideravelmente menos tóxico que ED.